# Petra Ekerum
Petra Margareta Ekerum, född 17 juli 1980 i Foss församling i Göteborgs och Bohus län, är en svensk politiker (socialdemokrat), som var ordinarie riksdagsledamot 2017–2018 för Västra Götalands läns västra valkrets.
Ekerum utsågs till ordinarie riksdagsledamot från och med 10 januari 2017 efter att Jan-Olof Larsson avsagt sig uppdraget som riksdagsledamot. I riksdagen var hon ledamot i miljö- och jordbruksutskottet (2018) och dessförinnan suppleant i samma utskott 2017–2018.